# Jean François de Noailles

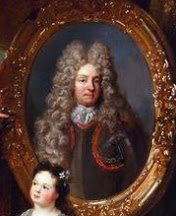
Markis av Noailles (1698)

Jean François de Noailles, Markis av Noailles, född 28 augusti 1658, död 23 juni 1692, var en fransk markis (Jean François de Noailles, marquis de Noailles, sonson till Anne de Noailles, Hertig av Noailles,  bror till Anne Jules de Noailles, Hertig av Noailles & Louis Antoine de Noailles, Cardinal de Noailles.

## Barn
1. Louise Antoinette de Noailles (25 februari 1688 - 21 augusti 1690)
2. Anne Catherine de Noailles (28 september 1694 - 7 november 1716)